# Michael Öchsner

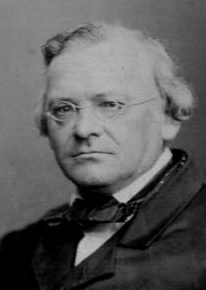
Michael Öchsner (1890)

Michael Öchsner (* 2. Februar 1816 in München; † 8. Oktober 1893 ebenda) war ein bayerischer Lehrer, Publizist und Schriftsteller.

## Leben
Öchsner war der uneheliche Sohn einer Fischerstochter aus Haslangkreit und eines Münchner Lehrers. Mit zehn Jahren wurde er Vollwaise und wuchs bei seinem Vormund Franz Xaver Perzl, ebenfalls einem Lehrer, auf. Er absolvierte das Lehrerseminar in Freising als Stipendiat und wurde Hilfslehrer in zum Teil schwierigen Verhältnissen und schließlich Lehrer in mehreren oberbayerischen Dörfern, zuletzt in Haidhausen. Dort heiratete er 1844 Karoline Will (1812–1879), die Handarbeitslehrerin an seiner Schule war. Mit ihr hatte er zwei Söhne und eine Tochter. 1848 ging er nach München und wirkte mit beim Aufbau der von der Königin Karoline geförderten evangelischen Schule. 1854 erhielt er eine Stelle an der Pfarrschule von Heilig Geist.
Im Revolutionsjahr 1848 wurde Öchsner in die Bürger-Sänger-Zunft aufgenommen, die von liberalen Ideen geprägt war. Auch wenn er 1860 unter dem Druck der Regierung aus der Sängerzunft austrat, behielten sein Patriotismus und seine Königstreue eine demokratische und kritische Färbung.
Unterstützt von seinem Zunftfreund, dem Druckereibesitzer Franz Datterer, gründete und redigierte Öchsner 1856 die Bayerische Schulzeitung, die 1860 Vereinsorgan des neu gegründeten bayerischen Lehrervereins (heute BLLV) wurde. 1860 verbot die Regierung ihm die Herausgabe seiner Zeitung wegen kritischer Beiträge über Verhältnisse in bayerischen Schulen und drohte ihm die Entlassung aus dem Schuldienst an. Unter Pseudonym gründete er deshalb 1860 eine zweite Zeitung, den Bayerischen Schulfreund; 1867 folgte eine Zeitung für Schüler. Außerdem verfasste er Schulbücher und gab Liederbücher heraus mit von ihm selbst gedichteten und komponierten Liedern.
1860 verfasste Öchsner das Gedicht „Für Bayern“, das, im selben Jahr von Konrad Max Kunz vertont, zur bayerischen Volkshymne, heute Bayernhymne wurde.
In seinen späteren Jahren erhielt Öchsner zahlreiche Ehrungen, darunter die goldene Ehrenmünze des Verdienstordens der Bayerischen Krone. 1875 wurde ihm aus Gesundheitsgründen die Pensionierung gewährt. Michael Öchsner starb am 8. Oktober 1893 im Alter von 77 Jahren.

## Grabstätte

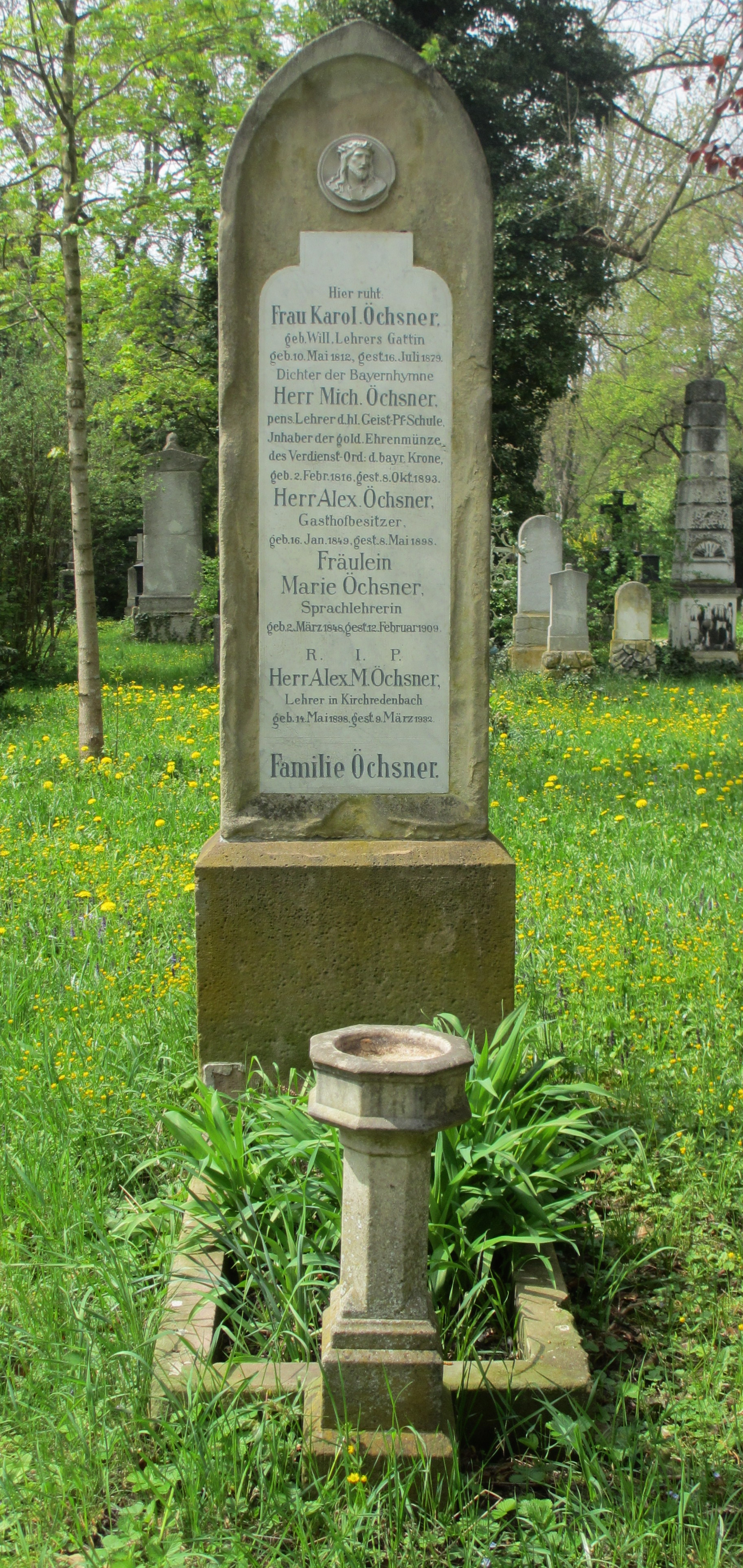
Grab von Michael Öchsner auf dem Alten Südlichen Friedhof in München

Die Grabstätte von Michael Öchsner befindet sich auf dem Alten Südlichen Friedhof in München (Gräberfeld 35 – Reihe 1 – Platz 30) Standort. 2006 wurde das Grab umfassend restauriert.
Die Grabstätte von Konrad Max Kunz (Gräberfeld 40 – Reihe 2 – Platz 27) Standort, der das von Öchsner verfasste Gedicht „Für Bayern“ (Bayernhymne) vertont hatte liegt nur 100 Schritte von der Grabstätte Michael Öchsner entfernt.

## Auszeichnung
Nach Michael Öchsner wurde in München im Stadtteil Aubing (Stadtbezirk 22 – Aubing-Lochhausen-Langwied) die Michael-Öchsner-Straße benannt.Straße.